# جي. إم. بيلنغز
جي. إم. بيلنغز (بالإنجليزية: G. M. Billings)‏ هو لاعب كرة قاعدة أمريكي، ولد في 22 مارس 1890 في رالي في الولايات المتحدة، وتوفي في 3 أكتوبر 1969 في مورغانتون في الولايات المتحدة.